# 綱敷天満神社 (今治市)
綱敷天満神社（つなしきてんまんじんじゃ）は、愛媛県今治市に鎮座する神社。

## 祭神
- 菅原道真

## 歴史

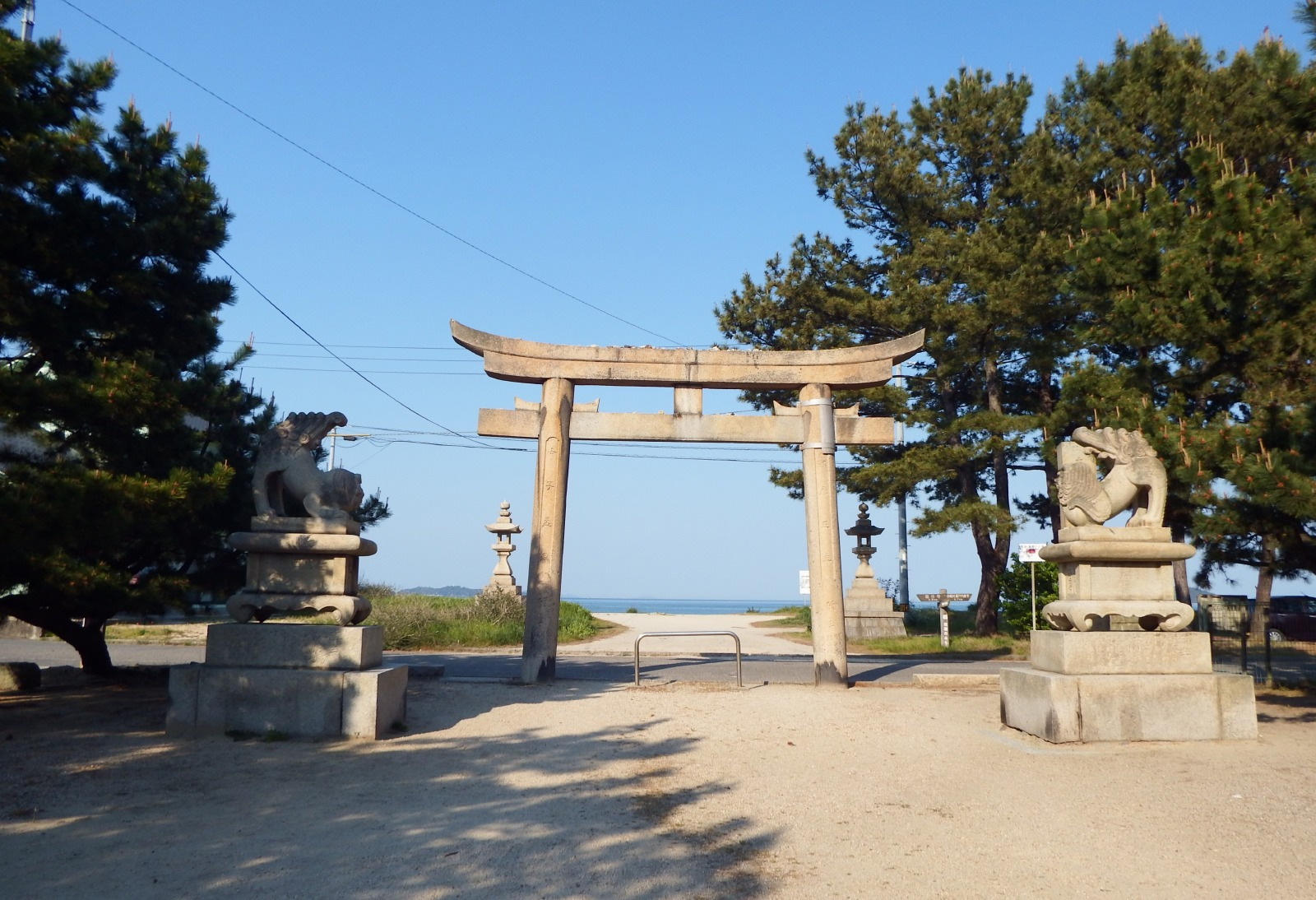
東の鳥居（海側）

菅原道真が大宰府へ左遷される途中、燧灘の壬生川沖で嵐に遭ったが、現宮司の祖先である広川修善と里人に助けられて志島東端に漂着した。急なことで敷物が無く、漁網を敷いて敷物の代わりとしたことから「綱敷」の社名が付いたとされる。鮮魚を里人に献上されるなどの厚意に感じた道真は梶柄に自像を刻み「私は菅原道真である。もし私が無事帰洛できたなら、この像を証拠として都を訪ねなさい。私が配地で没したと耳にしたなら、この像を素波神（そばがみ）と称し祀るように」と述べた。
道真は大宰府にて没し、素波神は当地南端の祠に祀られることとなった。時は下って享保5年（1720年）6月、伊予松山藩主松平定英の命により、現在地に社殿が築かれた。

## 境内
- 4基の石の鳥居：東西南北の入口に立つ。
- 本殿拝殿
- 絵馬堂
- 筆塚
- 境内社
  - 厳島神社
  - 荒神社・須賀神社

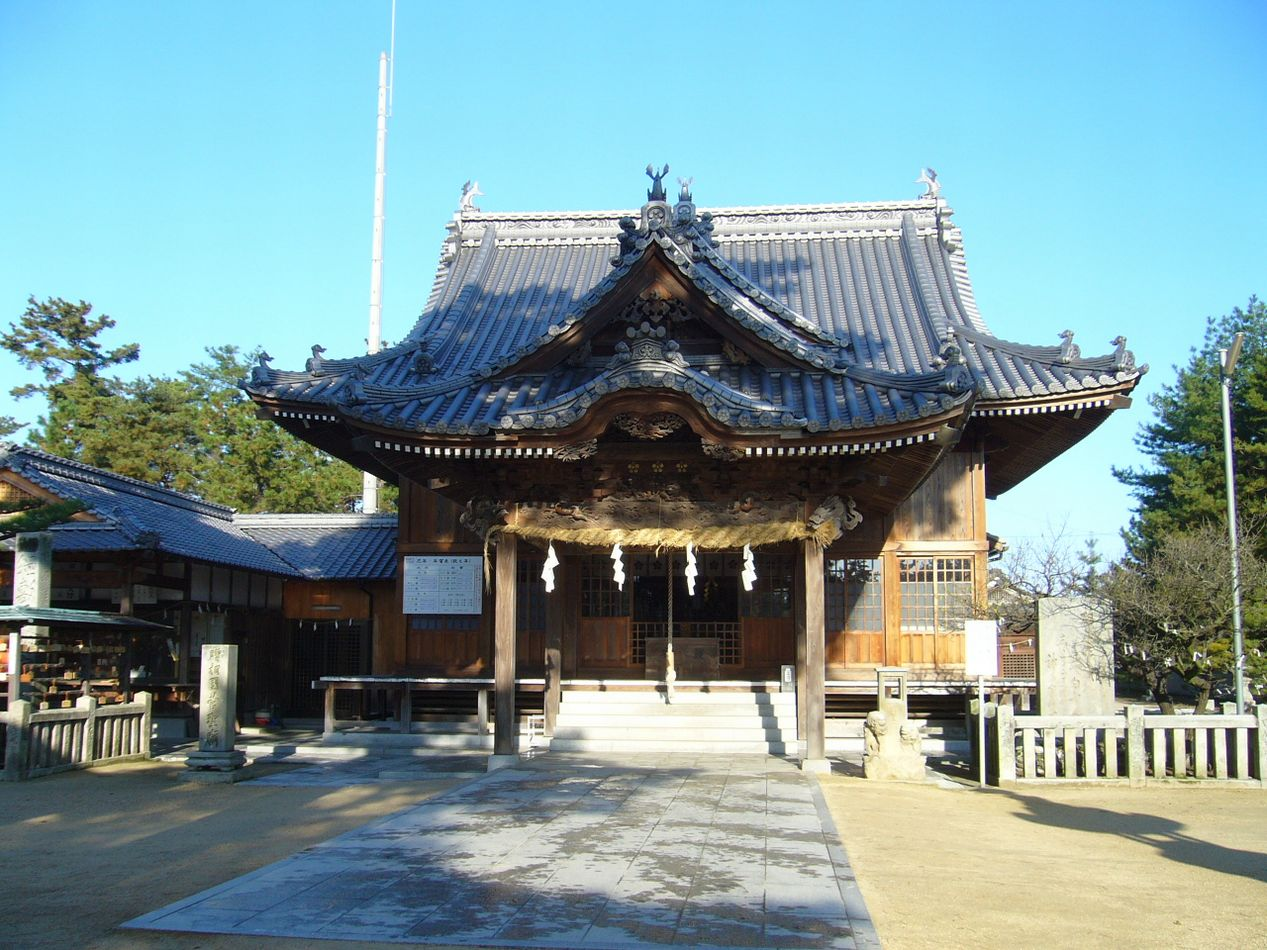
本殿拝殿

  - 風呂神社・事代主神社・桜川神社（桜井開祖の神）
  - 曾波神社（祠）
  - 住吉神社（祠）

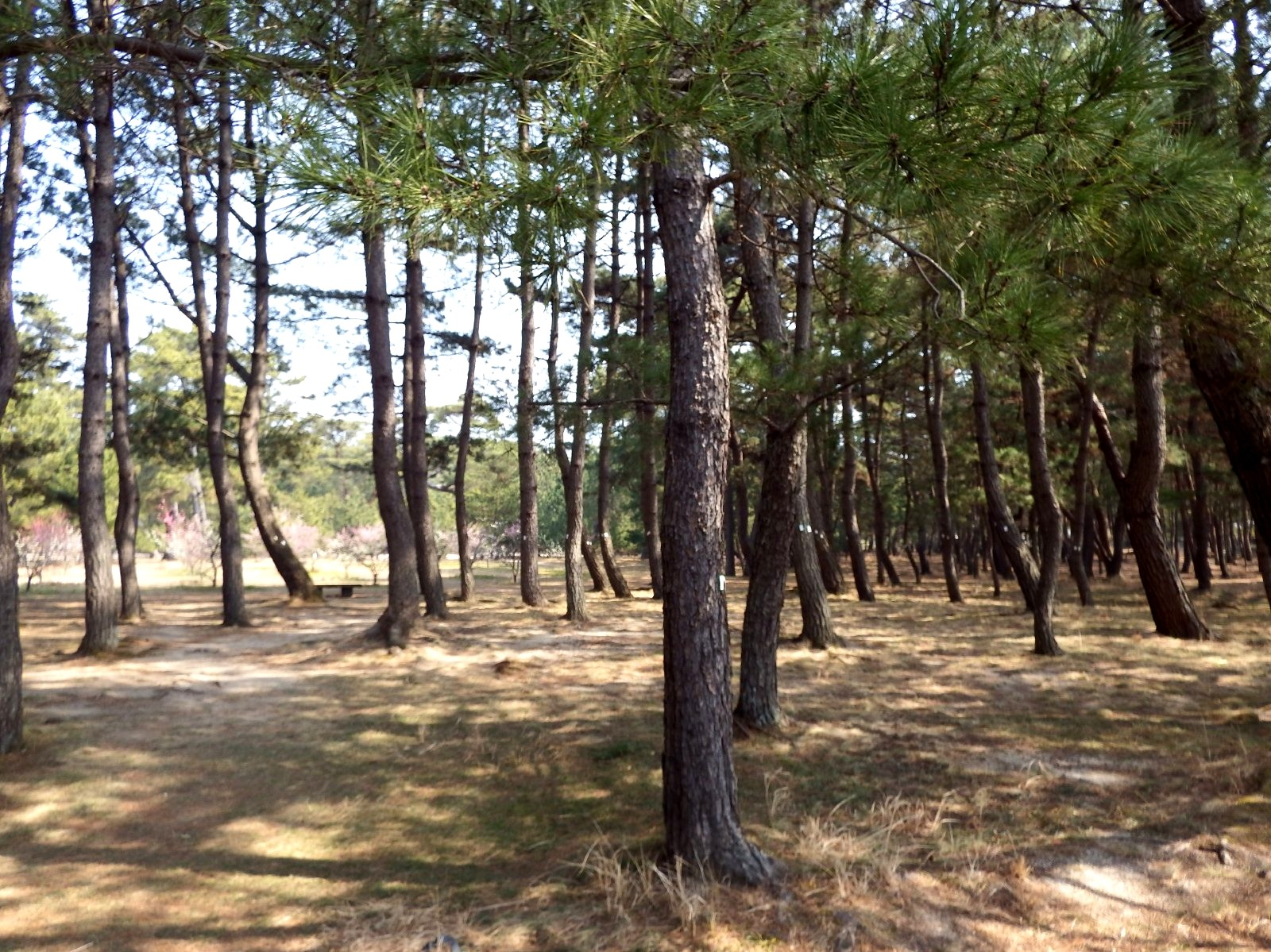
志島ヶ原

- 名勝 志島ヶ原：当社が鎮座する松原で、燧灘に面し、広さ約11万平方メートルに約三千本のアカマツやクロマツが広がっていて、昭和16年（1941年）2月21日に国の名勝に指定され[1]、後に松原百景に指定された。

- 梅林

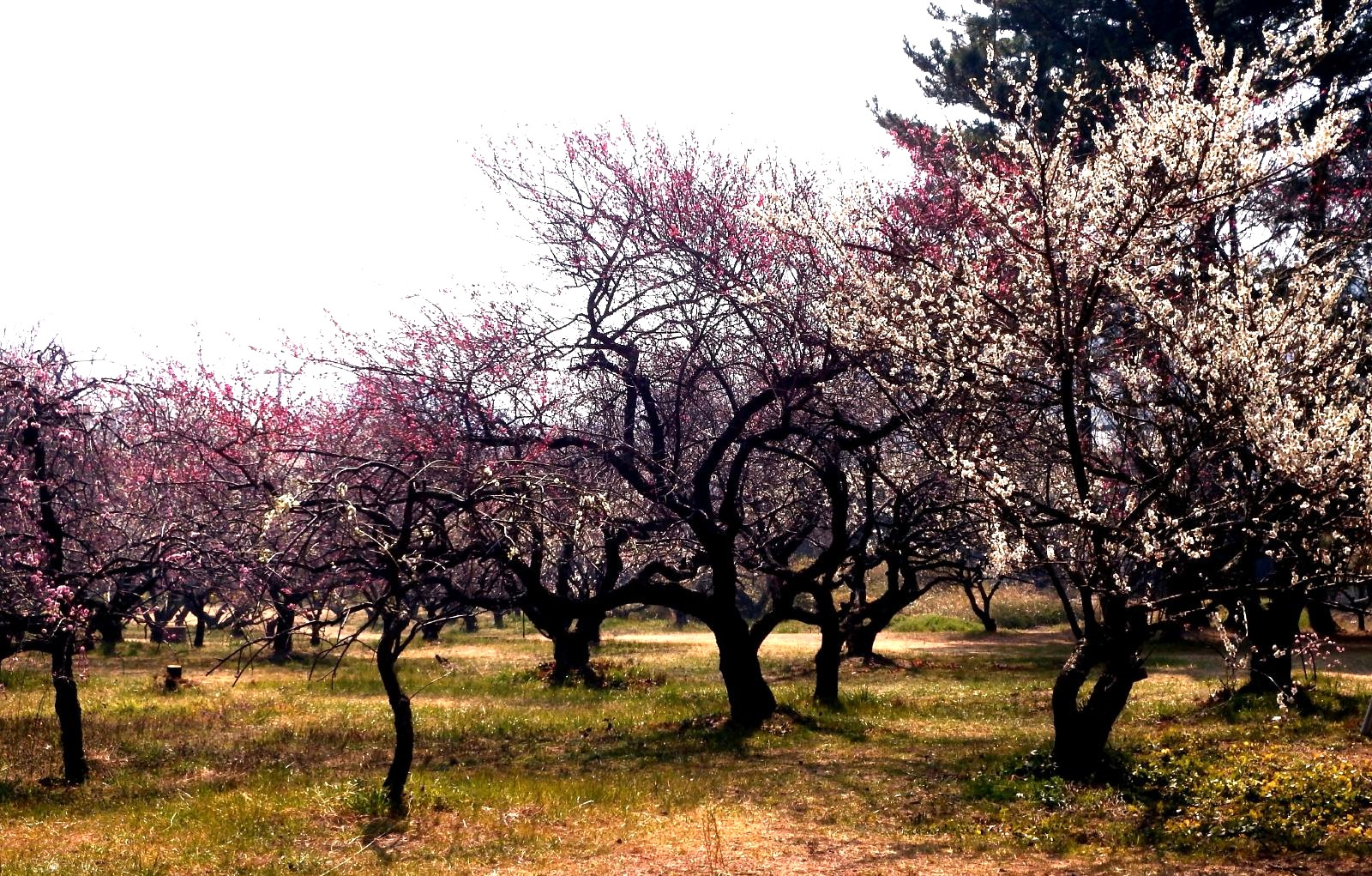
梅園

- 句碑：つる女「帰りたし薄紅梅の咲くころに」、杏史「斎庭の梅もほころび道真忌」、道子「白梅のことに輝く日和かな」が一つの大きな石に記されていて、梅園の中にある。

## 主な祭り
- 1月3日 - 御口開け
- 2月25日（道真忌）前後の日曜日 - 梅花祭
- 5月5日 - 例大祭
- 6月14日 (旧暦) - 夏越祭
- 6月17日 (旧暦) - 宮島祭（末社の祭り）

## 周辺

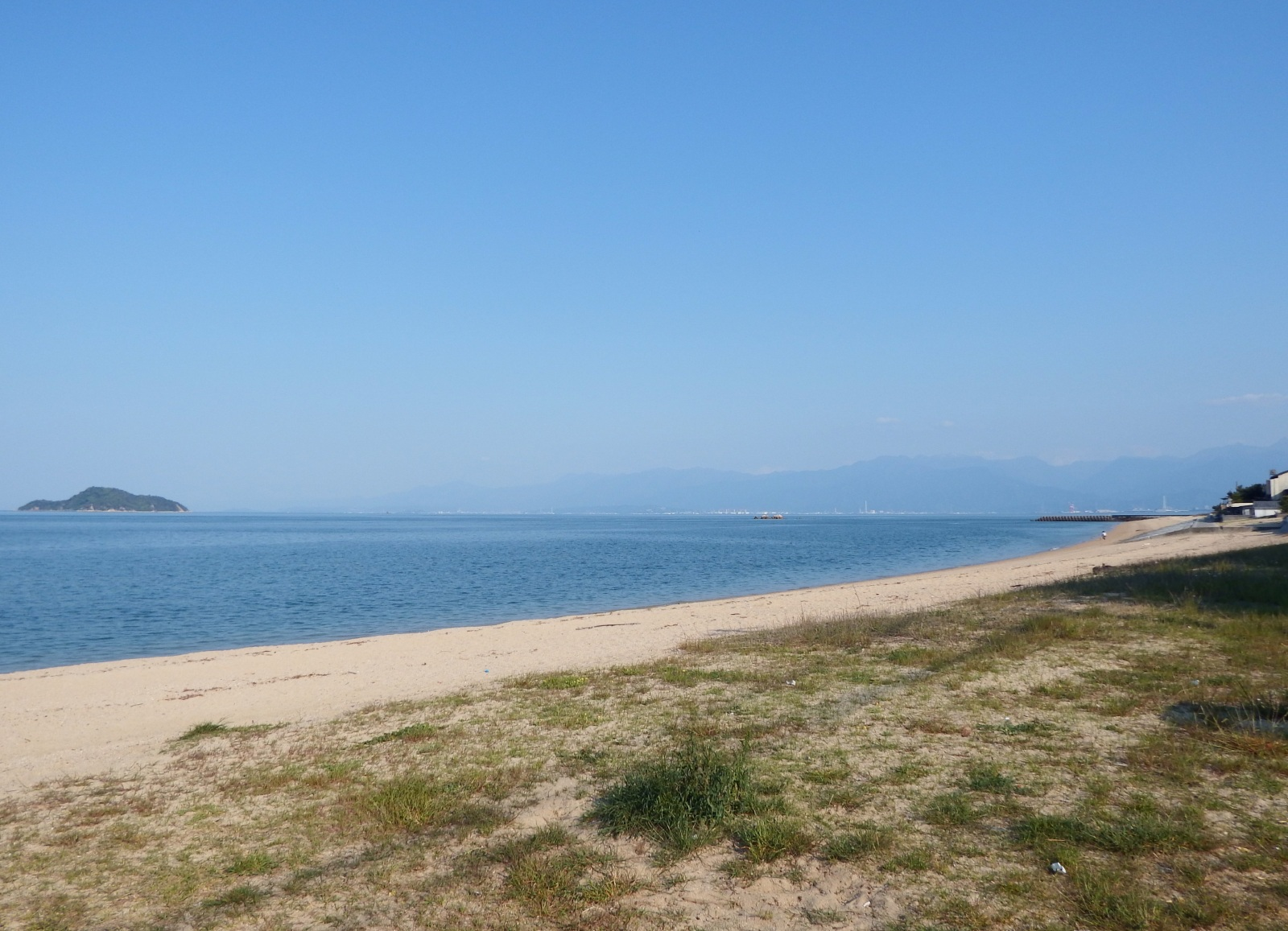
志島海水浴場（東側の海岸）

- 志島海水浴場
- 愛媛県道38号今治波方港線
- 大川

## 交通アクセス
- JR予讃線 伊予桜井駅から北東へ1.1km。
- せとうちバス 志々満原バス停にて下車。